# Darreh Vīān Khoshkeh
Darreh Vīān Khoshkeh (persiska: تَكاوَسان, دَرِّه ويانِ خُشكِه, دَرويانِ سُفلَى, دَرِّه وِيان خُشكِه, درّه وِيان خشكه, Darreh Vīān-e Khowshkeh) är en ort i Iran.   Den ligger i provinsen Kurdistan, i den nordvästra delen av landet, 400 km väster om huvudstaden Teheran. Darreh Vīān Khoshkeh ligger 1 776 meter över havet och antalet invånare är 181.
Terrängen runt Darreh Vīān Khoshkeh är kuperad.Runt Darreh Vīān Khoshkeh är det ganska glesbefolkat, med 50 invånare per kvadratkilometer. Närmaste större samhälle är Qahrābād, 8,6 km norr om Darreh Vīān Khoshkeh. Trakten runt Darreh Vīān Khoshkeh består i huvudsak av gräsmarker.